# Valentin Jautard
Valentin Jautard (16 de agosto de 1738-8 de junio de 1787) fue un abogado y periodista canadiense nacido en Francia.

## Biografía
Jautard nació en Burdeos (Francia) el 16 de agosto de 1738. No se sabe a ciencia cierta cuando llegó a América, pero el 4 de junio de 1765 compró una propiedad en Illinois. En 1768, se estableció en la provincia de Quebec. Aunque en un principio se dedicó a la abogacía, en 1778 se convirtió en editor de La Gazette du commerce et littéraire de Montréal, un diario que defendía la independencia de los Estados Unidos y que pronto fue cerrado por las autoridades británicas. Jautard y el impresor Flery Mesplet fueron encarcelados durante tres años acusados de sedición.
En 1785 se incorporó como redactor jefe en el Montreal Gazette, un nuevo diario fundado por Fleury Mesplet.
Murió en Montreal 8 de junio de 1787.
La plaza Valentin-Jautard, es un pequeño parque situado cerca del edificio sede de Journal de Montreal que fue nombrado así en su memoria.